# Canton de Baume-les-Dames
Le canton de Baume-les-Dames est une division administrative française, située dans le département du Doubs et la région Bourgogne-Franche-Comté.
À la suite du redécoupage cantonal de 2014, les limites territoriales du canton sont remaniées. Le nombre de communes du canton passe de 28 à 97, puis 96.

## Histoire
Le canton de Baume-les-Dames a été créé en 1801.
Un nouveau découpage territorial du Doubs (département) entre en vigueur à l'occasion des élections départementales de mars 2015, défini par le décret du 25 février 2014, en application des lois du 17 mai 2013 (loi organique 2013-402 et loi 2013-403). Les conseillers départementaux sont, à compter de ces élections, élus au scrutin majoritaire binominal mixte. Les électeurs de chaque canton élisent au Conseil départemental, nouvelle appellation du Conseil général, deux membres de sexe différent, qui se présentent en binôme de candidats. Les conseillers départementaux sont élus pour 6 ans au scrutin binominal majoritaire à deux tours, l'accès au second tour nécessitant 12,5 % des inscrits au 1er tour. En outre la totalité des conseillers départementaux est renouvelée. Ce nouveau mode de scrutin nécessite un redécoupage des cantons dont le nombre est divisé par deux avec arrondi à l'unité impaire supérieure si ce nombre n'est pas entier impair, assorti de conditions de seuils minimaux. Dans le Doubs, le nombre de cantons passe ainsi de 35 à 19. Le nombre de communes du canton de Baume-les-Dames passe de 28 à 97.
Le nouveau canton de Baume-les-Dames est formé de communes des anciens cantons de Rougemont (27 communes), de Baume-les-Dames (25 communes), de Marchaux (24 communes) et de Roulans (21 communes). Le canton est entièrement inclus dans l'arrondissement de Besançon. Le bureau centralisateur est situé à Baume-les-Dames.

## Représentation

### Conseillers généraux de 1833 à 2015
| Période | Période          | Identité                                    | Étiquette    | Qualité |
| ------- | ---------------- | ------------------------------------------- | ------------ | --- |
| 1833    | 1835 (décès)     | Jean-Joseph-Antoine Courvoisier (1775-1835) |              | Ancien Procureur Général près la Cour Royale de Lyon Ancien Garde des Sceaux                                                                                  |
| 1836    | 1848             | Marie-Victor-Bruno Monnot-Arbilleur         |              | Président à la Cour d'appel de Besançon |
| 1848    | 1852             | Jean-Baptiste Barçon                        |              | Juge au Tribunal de Baume-les-Dames |
| 1852    | 1867 (décès)     | Antoine Carpentier                          |              | Capitaine retraité Maire d'Autechaux puis de Baume-les-Dames (1856-1867)                                                                                      |
| 1867    | 1869             | Marquis Reinold de Marquand Marmier         |              | Propriétaire |
| 1869    | 1879 (décès)     | Claude-Etienne Brelet                       | Républicain  | Avocat - Maire de Baume-les-Dames (1870-1872) |
| 1879    | 1886             | Gustave Bernard                             | Républicain  | Avocat - Maire de Baume-les-Dames (1876-1877 et 1878-1886) Député (1878-1889) Sénateur (1889-1907) Sous-secrétaire d'Etat à l'Intérieur                       |
| 1886    | 1898 (démission) | Alfred Fèvre                                | Républicain  | Maire de Baume-les-Dames (1877-1878 et 1886-1896) |
| 1898    | 1919             | Joseph Butterlin                            | Rad.         | Médecin Sénateur (1912-1921) Maire de Baume-les-Dames (1896-1912)                                                                                             |
| 1919    | 1940             | Félix Bougeot                               | Rad.         | Avoué honoraire Maire de Baume-les-Dames (1912-1943) Membre de la Commission administrative départementale (1941-1943) Nommé conseiller départemental en 1943 |
|         |                  |                                             |              | |
| 1945    | 1958             | Camille Besançon                            | DVD          | Avoué, ancien juge de paix Maire de Baume-les-Dames (1953-1955)                                                                                               |
| 1958    | 1982             | Jacques Méry (1917-1998)                    | SFIO puis PS | Pharmacien Maire de Baume-les-Dames (1955-1983) Suppléant du sénateur Robert Schwint                                                                          |
| 1982    | 2015             | Marc Pétrement                              | UDF puis DVD | Agent SNCF Maire de Baume-les-Dames (1983-2001) |

### Conseillers d'arrondissement (de 1833 à 1940)
Le canton de Baume-les-Dames appartenait à l'arrondissement de Baume-les-Dames, supprimé en 1926.
| Période                                  | Période | Identité                          | Étiquette                    | Qualité |
| ---------------------------------------- | ------- | --------------------------------- | ---------------------------- | --- |
| 1833                                     | 1848    | M. Bulliard                       |                              | Notaire à Baume-les-Dames                                                                                   |
| 1848                                     |         | Étienne Claude Brelet (1808-1879) |                              | Avocat à Baume-les-Dames                                                                                    |
|                                          |         |                                   |                              | |
| 1919                                     | 1925    | Louis Vermoret                    | Rad.                         | Négociant à Baume-les-Dames                                                                                 |
| 1925                                     | 1940    | Louis Damotte                     | Union nationale républicaine | Médecin, conseiller municipal de Baume-les-Dames                                                            |
| 1940                                     |         |                                   |                              | Les conseils d'arrondissement ont été suspendus par la loi du 12 octobre 1940 et n'ont jamais été réactivés |
| Les données manquantes sont à compléter. |         |                                   |                              | |

### Conseillers départementaux depuis 2015
| Période élective | Période élective | Mandat | Mandat   | Identité              | Nuance | Nuance | Qualité |
| ---------------- | ---------------- | ------ | -------- | --------------------- | ------ | ------ | --- |
| 2015             | 2021             | 2015   | 2021     | Claude Dallavalle     |        | DVG    | Retraité de l'Education Nationale Maire de Glamondans (2001-2020) Ancien conseiller général du Canton de Roulans |
| 2015             | 2021             | 2015   | 2021     | Danièle Nevers        |        | PS     | Infirmière retraitée Maire de Cuse-et-Adrisans Ancienne conseillère générale du Canton de Rougemont              |
| 2021             | 2028             | 2021   | en cours | Claude Dallavalle     |        | DVG    | Conseiller sortant                                                                                               |
| 2021             | 2028             | 2021   | en cours | Marie-Christine Durai |        | DVG    | Première adjointe au maire de Baume-les-Dames                                                                    |

### Résultats détaillés

#### Élections de mars 2015
À l'issue du 1er tour des élections départementales de 2015, trois binômes sont en ballottage : Dominique Leclercq et Jacques Ricciardetti (FN, 34 %), Anne-Sophie Garino-Tinchant et Charles Piquard (Union de la Droite, 29,23 %) et Claude Dallavalle et Danièle Nevers (PS, 29,15 %). Le taux de participation est de 59,13 % (12 689 votants sur 21 461 inscrits) contre 52,68 % au niveau départemental et 50,17 % au niveau national.
Au second tour, Claude Dallavalle et Danièle Nevers (PS) sont élus avec 35,12 % des suffrages exprimés et un taux de participation de 62,77 % (4 531 voix pour 13 466 votants et 21 454 inscrits).

#### Élections de juin 2021
Le premier tour des élections départementales de 2021 est marqué par un très faible taux de participation (33,26 % au niveau national). Dans le canton de Baume-les-Dames, ce taux de participation est de 38,29 % (8 517 votants sur 22 241 inscrits) contre 34,1 % au niveau départemental. À l'issue de ce premier tour, deux binômes sont en ballottage : Claude Dallavalle et Marie-Christine Durai (Union à gauche, 43,37 %) et Christel Jullion et Jacques Ricciardetti (RN, 28,69 %).
Le second tour des élections est marqué une nouvelle fois par une abstention massive équivalente au premier tour. Les taux de participation sont de 34,3 % au niveau national, 35,83 % dans le département et 40,77 % dans le canton de Baume-les-Dames. Claude Dallavalle et Marie-Christine Durai (Union à gauche) sont élus avec 62,88 % des suffrages exprimés (5 196 voix pour 9 070 votants et 22 245 inscrits),,. 

## Composition

### Composition avant 2015
Ce canton était composé de vingt-huit communes.
| Nom                         | Code Insee | Codepostal | Superficie (km2) | Population (dernière pop. légale) | Densité (hab./km2) |
| --------------------------- | ---------- | ---------- | ---------------- | --------------------------------- | ------------------ |
| Baume-les-Dames (chef-lieu) | 25047      | 25110      | 24,79            | 5 291 (2012)                      | 213                |
| Adam-lès-Passavant          | 25006      | 25360      | 9,59             | 100 (2012)                        | 10                 |
| Aïssey                      | 25009      | 25360      | 10,67            | 171 (2012)                        | 16                 |
| Autechaux                   | 25032      | 25110      | 6,59             | 409 (2012)                        | 62                 |
| Bretigney-Notre-Dame        | 25094      | 25110      | 5,62             | 111 (2012)                        | 20                 |
| Côtebrune                   | 25166      | 25360      | 3,22             | 71 (2012)                         | 22                 |
| Cusance                     | 25183      | 25110      | 4,04             | 81 (2012)                         | 20                 |
| Esnans                      | 25221      | 25110      | 3,72             | 37 (2012)                         | 9,9                |
| Fontenotte                  | 25249      | 25110      | 5,65             | 58 (2012)                         | 10                 |
| Fourbanne                   | 25251      | 25110      | 1,97             | 174 (2012)                        | 88                 |
| Grosbois                    | 25298      | 25110      | 2,96             | 224 (2012)                        | 76                 |
| Guillon-les-Bains           | 25299      | 25110      | 4,72             | 102 (2012)                        | 22                 |
| Hyèvre-Magny                | 25312      | 25110      | 3,41             | 80 (2012)                         | 23                 |
| Hyèvre-Paroisse             | 25313      | 25110      | 8,79             | 186 (2012)                        | 21                 |
| Lanans                      | 25324      | 25360      | 10,05            | 133 (2012)                        | 13                 |
| Lomont-sur-Crête            | 25341      | 25110      | 9,79             | 166 (2012)                        | 17                 |
| Luxiol                      | 25354      | 25110      | 6,44             | 156 (2012)                        | 24                 |
| Montivernage                | 25401      | 25110      | 3,34             | 27 (2012)                         | 8,1                |
| Passavant                   | 25446      | 25360      | 14,98            | 236 (2012)                        | 16                 |
| Pont-les-Moulins            | 25465      | 25110      | 4,95             | 175 (2012)                        | 35                 |
| Saint-Juan                  | 25520      | 25360      | 12,09            | 176 (2012)                        | 15                 |
| Servin                      | 25544      | 25430      | 10,03            | 188 (2012)                        | 19                 |
| Silley-Bléfond              | 25546      | 25110      | 4,34             | 61 (2012)                         | 14                 |
| Vaudrivillers               | 25590      | 25360      | 3,65             | 81 (2012)                         | 22                 |
| Vergranne                   | 25602      | 25110      | 5,18             | 100 (2012)                        | 19                 |
| Verne                       | 25604      | 25110      | 7,82             | 129 (2012)                        | 16                 |
| Villers-Saint-Martin        | 25626      | 25110      | 8,90             | 222 (2012)                        | 25                 |
| Voillans                    | 25629      | 25110      | 10,12            | 207 (2012)                        | 20                 |

### Composition à partir de 2015
Le nouveau canton de Baume-les-Dames comprenait quatre-vingt-dix-sept communes entières à sa création.
À la suite de la création de la commune nouvelle de Bouclans (fusion de Bouclans (ancienne commune) et Vauchamps), le nombre des communes du canton est de 96.
| Nom                                     | Code Insee | Intercommunalité            | Superficie (km2) | Population (dernière pop. légale) | Densité (hab./km2) | Modifier                                    |
| --------------------------------------- | ---------- | --------------------------- | ---------------- | --------------------------------- | ------------------ | ------------------------------------------- |
| Baume-les-Dames (bureau centralisateur) | 25047      | CC du Doubs Baumois         | 24,79            | 5 064 (2022)                      | 204                | modifier les données · modifier les données |
| Abbenans                                | 25003      | CC des Deux Vallées Vertes  | 11,17            | 321 (2022)                        | 29                 | modifier les données · modifier les données |
| Adam-lès-Passavant                      | 25006      | CC du Doubs Baumois         | 9,59             | 88 (2022)                         | 9,2                | modifier les données · modifier les données |
| Aïssey                                  | 25009      | CC du Doubs Baumois         | 10,67            | 165 (2022)                        | 15                 | modifier les données · modifier les données |
| Autechaux                               | 25032      | CC du Doubs Baumois         | 6,59             | 431 (2022)                        | 65                 | modifier les données · modifier les données |
| Avilley                                 | 25038      | CC des Deux Vallées Vertes  | 5,62             | 153 (2022)                        | 27                 | modifier les données · modifier les données |
| Battenans-les-Mines                     | 25045      | CC du Doubs Baumois         | 2,78             | 42 (2022)                         | 15                 | modifier les données · modifier les données |
| Blarians                                | 25065      | CC du Doubs Baumois         | 0,89             | 55 (2022)                         | 62                 | modifier les données · modifier les données |
| Bonnal                                  | 25072      | CC du Pays de Villersexel   | 1,80             | 19 (2022)                         | 11                 | modifier les données · modifier les données |
| Bonnay                                  | 25073      | CU Grand Besançon Métropole | 7,66             | 828 (2022)                        | 108                | modifier les données · modifier les données |
| Bouclans                                | 25078      | CC des Portes du Haut-Doubs | 24,34            | 1 057 (2022)                      | 43                 | modifier les données · modifier les données |
| Breconchaux                             | 25088      | CC du Doubs Baumois         | 3,26             | 87 (2022)                         | 27                 | modifier les données · modifier les données |
| La Bretenière                           | 25092      | CC du Doubs Baumois         | 4,16             | 70 (2022)                         | 17                 | modifier les données · modifier les données |
| Bretigney-Notre-Dame                    | 25094      | CC du Doubs Baumois         | 5,62             | 119 (2022)                        | 21                 | modifier les données · modifier les données |
| Cendrey                                 | 25107      | CC du Doubs Baumois         | 5,52             | 200 (2022)                        | 36                 | modifier les données · modifier les données |
| Champlive                               | 25116      | CC du Doubs Baumois         | 8,20             | 250 (2022)                        | 30                 | modifier les données · modifier les données |
| Châtillon-Guyotte                       | 25132      | CC du Doubs Baumois         | 4,44             | 141 (2022)                        | 32                 | modifier les données · modifier les données |
| Chevroz                                 | 25153      | CU Grand Besançon Métropole | 1,98             | 140 (2022)                        | 71                 | modifier les données · modifier les données |
| Corcelle-Mieslot                        | 25163      | CC du Doubs Baumois         | 6,42             | 94 (2022)                         | 15                 | modifier les données · modifier les données |
| Côtebrune                               | 25166      | CC du Doubs Baumois         | 3,22             | 82 (2022)                         | 25                 | modifier les données · modifier les données |
| Cubrial                                 | 25181      | CC des Deux Vallées Vertes  | 5,92             | 148 (2022)                        | 25                 | modifier les données · modifier les données |
| Cubry                                   | 25182      | CC des Deux Vallées Vertes  | 5,40             | 102 (2022)                        | 19                 | modifier les données · modifier les données |
| Cusance                                 | 25183      | CC du Doubs Baumois         | 4,04             | 76 (2022)                         | 19                 | modifier les données · modifier les données |
| Cuse-et-Adrisans                        | 25184      | CC des Deux Vallées Vertes  | 5,42             | 280 (2022)                        | 52                 | modifier les données · modifier les données |
| Cussey-sur-l'Ognon                      | 25186      | CU Grand Besançon Métropole | 7,55             | 1 049 (2022)                      | 139                | modifier les données · modifier les données |
| Dammartin-les-Templiers                 | 25189      | CC du Doubs Baumois         | 9,91             | 207 (2022)                        | 21                 | modifier les données · modifier les données |
| Devecey                                 | 25200      | CU Grand Besançon Métropole | 3,78             | 1 314 (2022)                      | 348                | modifier les données · modifier les données |
| L'Écouvotte                             | 25215      | CC du Doubs Baumois         | 2,16             | 97 (2022)                         | 45                 | modifier les données · modifier les données |
| Esnans                                  | 25221      | CC du Doubs Baumois         | 3,72             | 65 (2022)                         | 17                 | modifier les données · modifier les données |
| Flagey-Rigney                           | 25242      | CC du Doubs Baumois         | 3,03             | 133 (2022)                        | 44                 | modifier les données · modifier les données |
| Fontenelle-Montby                       | 25247      | CC des Deux Vallées Vertes  | 6,65             | 81 (2022)                         | 12                 | modifier les données · modifier les données |
| Fontenotte                              | 25249      | CC du Doubs Baumois         | 5,65             | 63 (2022)                         | 11                 | modifier les données · modifier les données |
| Fourbanne                               | 25251      | CC du Doubs Baumois         | 1,97             | 161 (2022)                        | 82                 | modifier les données · modifier les données |
| Geneuille                               | 25265      | CU Grand Besançon Métropole | 6,45             | 1 264 (2022)                      | 196                | modifier les données · modifier les données |
| Germondans                              | 25269      | CC du Doubs Baumois         | 3,52             | 59 (2022)                         | 17                 | modifier les données · modifier les données |
| Glamondans                              | 25273      | CC du Doubs Baumois         | 9,76             | 196 (2022)                        | 20                 | modifier les données · modifier les données |
| Gondenans-les-Moulins                   | 25277      | CC des Deux Vallées Vertes  | 3,93             | 83 (2022)                         | 21                 | modifier les données · modifier les données |
| Gondenans-Montby                        | 25276      | CC des Deux Vallées Vertes  | 11,78            | 163 (2022)                        | 14                 | modifier les données · modifier les données |
| Gonsans                                 | 25278      | CC des Portes du Haut-Doubs | 17,29            | 559 (2022)                        | 32                 | modifier les données · modifier les données |
| Gouhelans                               | 25279      | CC des Deux Vallées Vertes  | 6,17             | 118 (2022)                        | 19                 | modifier les données · modifier les données |
| Grosbois                                | 25298      | CC du Doubs Baumois         | 2,96             | 257 (2022)                        | 87                 | modifier les données · modifier les données |
| Guillon-les-Bains                       | 25299      | CC du Doubs Baumois         | 4,72             | 109 (2022)                        | 23                 | modifier les données · modifier les données |
| Huanne-Montmartin                       | 25310      | CC des Deux Vallées Vertes  | 3,43             | 105 (2022)                        | 31                 | modifier les données · modifier les données |
| Hyèvre-Magny                            | 25312      | CC du Doubs Baumois         | 3,41             | 63 (2022)                         | 18                 | modifier les données · modifier les données |
| Hyèvre-Paroisse                         | 25313      | CC du Doubs Baumois         | 8,79             | 192 (2022)                        | 22                 | modifier les données · modifier les données |
| Laissey                                 | 25323      | CC du Doubs Baumois         | 2,86             | 442 (2022)                        | 155                | modifier les données · modifier les données |
| Lomont-sur-Crête                        | 25341      | CC du Doubs Baumois         | 9,79             | 171 (2022)                        | 17                 | modifier les données · modifier les données |
| Luxiol                                  | 25354      | CC du Doubs Baumois         | 6,44             | 156 (2022)                        | 24                 | modifier les données · modifier les données |
| Mérey-Vieilley                          | 25376      | CU Grand Besançon Métropole | 3,42             | 168 (2022)                        | 49                 | modifier les données · modifier les données |
| Mésandans                               | 25377      | CC des Deux Vallées Vertes  | 5,66             | 234 (2022)                        | 41                 | modifier les données · modifier les données |
| Moncey                                  | 25382      | CC du Doubs Baumois         | 5,00             | 629 (2022)                        | 126                | modifier les données · modifier les données |
| Mondon                                  | 25384      | CC des Deux Vallées Vertes  | 4,50             | 79 (2022)                         | 18                 | modifier les données · modifier les données |
| Montagney-Servigney                     | 25385      | CC des Deux Vallées Vertes  | 6,55             | 123 (2022)                        | 19                 | modifier les données · modifier les données |
| Montivernage                            | 25401      | CC du Doubs Baumois         | 3,34             | 28 (2022)                         | 8,4                | modifier les données · modifier les données |
| Montussaint                             | 25408      | CC des Deux Vallées Vertes  | 3,04             | 54 (2022)                         | 18                 | modifier les données · modifier les données |
| Naisey-les-Granges                      | 25417      | CC des Portes du Haut-Doubs | 25,13            | 822 (2022)                        | 33                 | modifier les données · modifier les données |
| Nans                                    | 25419      | CC des Deux Vallées Vertes  | 3,20             | 92 (2022)                         | 29                 | modifier les données · modifier les données |
| Ollans                                  | 25430      | CC du Doubs Baumois         | 2,31             | 40 (2022)                         | 17                 | modifier les données · modifier les données |
| Osse                                    | 25437      | CC du Doubs Baumois         | 8,21             | 364 (2022)                        | 44                 | modifier les données · modifier les données |
| Ougney-Douvot                           | 25439      | CC du Doubs Baumois         | 6,56             | 253 (2022)                        | 39                 | modifier les données · modifier les données |
| Palise                                  | 25444      | CU Grand Besançon Métropole | 2,09             | 145 (2022)                        | 69                 | modifier les données · modifier les données |
| Passavant                               | 25446      | CC du Doubs Baumois         | 14,98            | 182 (2022)                        | 12                 | modifier les données · modifier les données |
| Pont-les-Moulins                        | 25465      | CC du Doubs Baumois         | 4,95             | 207 (2022)                        | 42                 | modifier les données · modifier les données |
| Pouligney-Lusans                        | 25468      | CC du Doubs Baumois         | 11,60            | 850 (2022)                        | 73                 | modifier les données · modifier les données |
| Puessans                                | 25472      | CC des Deux Vallées Vertes  | 3,59             | 33 (2022)                         | 9,2                | modifier les données · modifier les données |
| Le Puy                                  | 25474      | CC du Doubs Baumois         | 3,42             | 105 (2022)                        | 31                 | modifier les données · modifier les données |
| Rigney                                  | 25490      | CC du Doubs Baumois         | 9,58             | 374 (2022)                        | 39                 | modifier les données · modifier les données |
| Rignosot                                | 25491      | CC du Doubs Baumois         | 3,85             | 109 (2022)                        | 28                 | modifier les données · modifier les données |
| Rillans                                 | 25492      | CC du Doubs Baumois         | 3,42             | 96 (2022)                         | 28                 | modifier les données · modifier les données |
| Rognon                                  | 25498      | CC des Deux Vallées Vertes  | 4,09             | 47 (2022)                         | 11                 | modifier les données · modifier les données |
| Romain                                  | 25499      | CC des Deux Vallées Vertes  | 4,85             | 119 (2022)                        | 25                 | modifier les données · modifier les données |
| Rougemont                               | 25505      | CC des Deux Vallées Vertes  | 18,33            | 1 012 (2022)                      | 55                 | modifier les données · modifier les données |
| Rougemontot                             | 25506      | CC du Doubs Baumois         | 4,25             | 89 (2022)                         | 21                 | modifier les données · modifier les données |
| Roulans                                 | 25508      | CC du Doubs Baumois         | 8,31             | 1 122 (2022)                      | 135                | modifier les données · modifier les données |
| Saint-Hilaire                           | 25518      | CC du Doubs Baumois         | 2,64             | 155 (2022)                        | 59                 | modifier les données · modifier les données |
| Saint-Juan                              | 25520      | CC du Doubs Baumois         | 12,09            | 189 (2022)                        | 16                 | modifier les données · modifier les données |
| Séchin                                  | 25538      | CC du Doubs Baumois         | 1,09             | 115 (2022)                        | 106                | modifier les données · modifier les données |
| Silley-Bléfond                          | 25546      | CC du Doubs Baumois         | 4,34             | 57 (2022)                         | 13                 | modifier les données · modifier les données |
| Tallans                                 | 25556      | CC des Deux Vallées Vertes  | 4,05             | 47 (2022)                         | 12                 | modifier les données · modifier les données |
| Thurey-le-Mont                          | 25563      | CC du Doubs Baumois         | 4,83             | 116 (2022)                        | 24                 | modifier les données · modifier les données |
| La Tour-de-Sçay                         | 25566      | CC du Doubs Baumois         | 8,82             | 323 (2022)                        | 37                 | modifier les données · modifier les données |
| Tournans                                | 25567      | CC des Deux Vallées Vertes  | 9,14             | 112 (2022)                        | 12                 | modifier les données · modifier les données |
| Tressandans                             | 25570      | CC du Pays de Villersexel   | 2,34             | 28 (2022)                         | 12                 | modifier les données · modifier les données |
| Trouvans                                | 25572      | CC des Deux Vallées Vertes  | 2,69             | 103 (2022)                        | 38                 | modifier les données · modifier les données |
| Uzelle                                  | 25574      | CC des Deux Vallées Vertes  | 11,75            | 187 (2022)                        | 16                 | modifier les données · modifier les données |
| Val-de-Roulans                          | 25579      | CC du Doubs Baumois         | 2,99             | 197 (2022)                        | 66                 | modifier les données · modifier les données |
| Valleroy                                | 25582      | CC du Doubs Baumois         | 3,05             | 144 (2022)                        | 47                 | modifier les données · modifier les données |
| Venise                                  | 25598      | CU Grand Besançon Métropole | 6,18             | 518 (2022)                        | 84                 | modifier les données · modifier les données |
| Vennans                                 | 25599      | CC du Doubs Baumois         | 1,36             | 249 (2022)                        | 183                | modifier les données · modifier les données |
| Vergranne                               | 25602      | CC du Doubs Baumois         | 5,18             | 117 (2022)                        | 23                 | modifier les données · modifier les données |
| Verne                                   | 25604      | CC du Doubs Baumois         | 7,82             | 124 (2022)                        | 16                 | modifier les données · modifier les données |
| Vieilley                                | 25612      | CU Grand Besançon Métropole | 9,43             | 667 (2022)                        | 71                 | modifier les données · modifier les données |
| Viéthorey                               | 25613      | CC des Deux Vallées Vertes  | 7,92             | 91 (2022)                         | 11                 | modifier les données · modifier les données |
| Villers-Grélot                          | 25624      | CC du Doubs Baumois         | 7,02             | 144 (2022)                        | 21                 | modifier les données · modifier les données |
| Villers-Saint-Martin                    | 25626      | CC du Doubs Baumois         | 8,90             | 227 (2022)                        | 26                 | modifier les données · modifier les données |
| Voillans                                | 25629      | CC du Doubs Baumois         | 10,12            | 195 (2022)                        | 19                 | modifier les données · modifier les données |
| Canton de Baume-les-Dames               | 2502       |                             | 623,20           | 28 600 (2022)                     | 46                 | modifier les données                        |

## Démographie

### Démographie avant 2015
| 1962  | 1968  | 1975  | 1982  | 1990  | 1999  | 2006  | 2011  | 2012  |
| ----- | ----- | ----- | ----- | ----- | ----- | ----- | ----- | ----- |
| 7 053 | 7 797 | 8 300 | 8 236 | 8 296 | 8 739 | 9 119 | 9 167 | 9 152 |

### Démographie depuis 2015
En 2022, le canton comptait 28 600 habitants, en évolution de −1,54 % par rapport à 2016 (Doubs : +1,88 %, France hors Mayotte : +2,11 %).
| 2013   | 2018   | 2022   |
| ------ | ------ | ------ |
| 28 889 | 28 711 | 28 600 |